# Barry Jenkins
Barry Jenkins (Miami, 19 de noviembre de 1979) es un director de cine estadounidense. Además de escribir y realizar series y cortometrajes es reconocido por dos películas notables: Medicine for Melancholy (2008) y Moonlight (2016).
Debido a su trabajo en Moonlight fue nominado a los Premios Globo de Oro de 2016. En la entrega de los Premios Oscar de 2017 obtuvo el premio al mejor guion adaptado.

## Biografía
Jenkins nació en Liberty City, Miami en 1979. Cuando tenía doce años muere su padre. Este se había separado de su madre creyendo que Jenkins no era su hijo biológico. Durante su infancia, Jenkins fue criado en apartamentos pequeños por una mujer y realizó sus estudios en Miami Northwestern Senior High School.

## Trayectoria

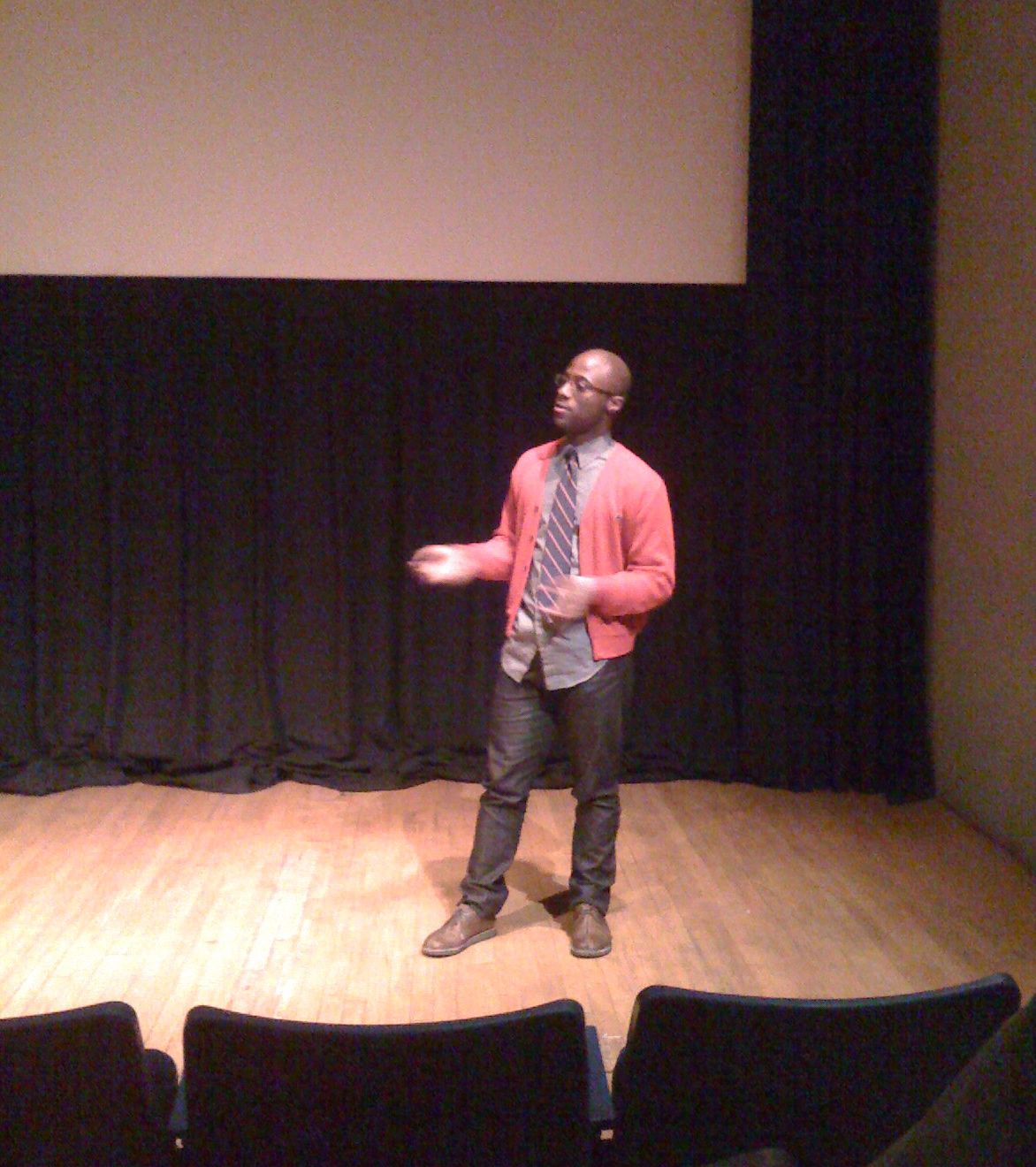
Barry Jenkins durante la presentación de Medicine for Melancholy (2008)

Tras realizar dos cortometrajes en 2003, My Josephine y Little Brown Boy, Jenkins realizó su debut en un largometraje con la producción independiente Medicine for Melancholy. Ambientada en San Francisco se trata de una comedia romántica que sigue la vida de dos jóvenes afroamericanos que no recuerdan por qué han despertado juntos. Lo llevó a tener nominaciones en la entrega de Independent Spirit Award y en los Premios Gotham.

"No es una película problemática para San Francisco. Es una película hecha con el espíritu de cómo a la ciudad le gusta pensar en sí misma: como un lugar progresista donde las personas a menudo son bastante negativas".
Barry Jenkins sobre Medicine for Melancholy (The New York Times, 2009-01-21) 

Jenkins volvió a la realización de cortometrajes de diferentes temáticas: One Shot (2009), A Young Couple (2009), Tall Enough (2009),. Chlorophyl (2011) y King's Gym (2012).

"Creo que un cineasta como yo no se encuentra ahora fuera de la industria de la misma manera que lo estaba en 2008. A pesar de que el trabajo en sí mismo ha sido muy extraño y loco porque no solía ser asi"
Barry Jenkins sobre el tiempo transcurrido entre Medicine for Melancholy y Moonlight (Indiewire, 2016-10-19) 

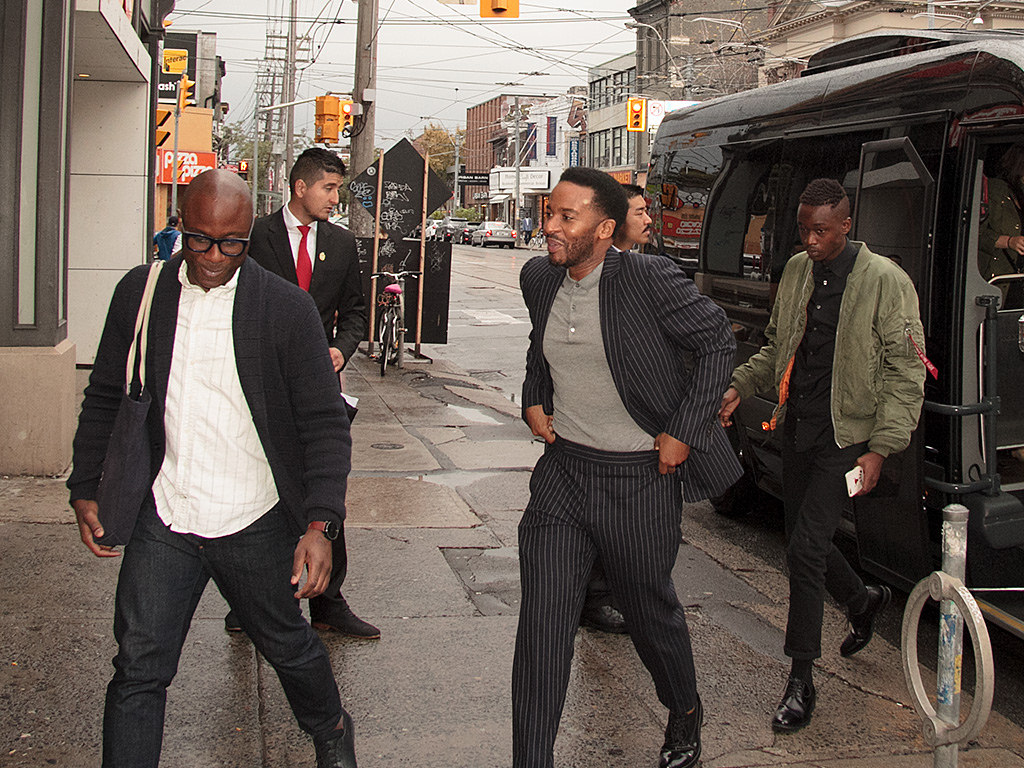
Barry Jenkins (izda.) con dos de los actores principales de Moonlight: André Holland (centro) y Ashton Sanders (dcha.).

Posteriormente, en 2016, Jenkins coescribió y dirigió el drama de temática LGBT Moonlight basado en la obra teatral semiautobiográfica In Moonlight Black Boys Look Blue escrita por Tarell Alvin McCraney. En el reparto principal destaca la presencia de Trevante Rodas, Andre Holland, Janelle Monáe, Naomie Harris y Mahershala Ali. Filmada en Miami la película narra la niñez, adolescencia y madurez de Chiron un joven afroamericano homosexual que vive en un conflictivo suburbio de la capital. Se estrenó en el Festival de Cine de Telluride en 2016 con buena acogida de la crítica y obteniendo 223 premios y 270 nominaciones en total. Obtuvo además dos nominaciones en los Premios Globo de Oro 2016 y dos premios en los Premios Oscar 2017 en las categorías de mejor director y mejor guion.

"Tarell Alvin McCraney y yo somos este chico. Somos Chiron. Y uno no se cree que ese chico crece para estar nominado a 8 Premios Oscar. Es un sueño que él no se permite tener. Todavía me siento de esa forma. No pensé que todo esto fuera posible. Pero ahora, veo a otra gente que se fija en mi y si yo no pensaba que fuera posible, ¿cómo van a pensarlo ellos? Pero ahora ha pasado. Así que lo que opino sobre la posibilidad, lo quito de la mesa. Ha pasado."
Barry Jenkins sobre Moonlight (Espinof, 2017) 

En 2017 Jenkins dirigió un capítulo de la serie de televisión Queridos Blancos producida por Netflix. Basada en la película independiente Querida Gente Blanca dirigida por Justin Simien, la serie es una sátira sobre la época posracial de Estados Unidos y narra la vida de unos estudiantes negros en una prestigiosa universidad blanca. 
El mismo año comenzó la producción de su tercer largometraje If Beale Street Could Talk ambientada en el Harlem de los años setenta del siglo XX. Basada en la novela homónima publicada en 1974 escrita por James Baldwin la historia narra la relación amorosa de Tish y Fonny en la que la mujer intentará demostrar la inocencia de su pareja. Los papeles principales están interpretados por KiKi Layne, Stephan James, Dave Franco y Ed Skrein.

"Es un hombre de y por delante de su tiempo. Sus interrogaciones sobre la conciencia estadounidense han permanecido relevantes hasta hoy. Traducir el poder del amor de Tish y Fonny a la pantalla en la imagen de Baldwin es un sueño que desde hace mucho tiempo he querido hacer. Estoy emocionado de hacer realidad por fin este sueño y trabajar junto al Baldwin Estate"
Barry Jenkins sobre James Baldwin (2017) 

## Filmografía
| Año  | Título                  | Crédito/s          | Premios y nominaciones | Notas                                                                | Ref.   |
| ---- | ----------------------- | ------------------ | --- | -------------------------------------------------------------------- | ------ |
| 2008 | Medicine for Melancholy | Director, escritor | San Francisco Film Critics Circle Marlon Riggs Award Nominado– Chicago International Film Festival Nuevo director en competición Nominado – Premios Gotham Mejor director Nominado – Independent Spirit Award Primera película Nominado – Independent Spirit Someone to Watch Award Nominado – Los Angeles Film Festival Mejor narración de película |                                                                      | [ 22 ] |
| 2016 | Moonlight               | Director, escritor | Asociación de Críticos de Cine de Austin por Mejor Director Chicago International Film Festival Mejor narración de película Chicago International Film Festival Premio de audiencia Asociación de Críticos de Cine de Chicago por Mejor director Asociación de Críticos de Cine de Dallas-Fort Worth al Mejor Director Premios Gotham por Mejor Guion Asociación de Críticos de Cine de Los Ángeles por Mejor Director National Board of Review por Mejor Director National Society of Film Critics al Mejor Director New York Film Critics Circle Awards al Mejor Director San Francisco Film Critics Circle Award al Mejor Director Pendiente – Premios Oscar al Mejor Director Pendiente – Premios Oscar al Mejor Guion adaptdo Pendiente– Sindicato de Directores de Estados Unidos por Mejor Director Pendiente– Independent Spirit Award por Mejor Director Pendiente – Independent Spirit Award por Mejor Guion Pendiente – Independent Spirit Robert Altman Award Pendiente – Premios WGA al Mejor Guion Nominated – Critics' Choice Movie Awards por Mejor Director Nominado– Critics' Choice Movie Awards por Mejor Guion Nominado – Premios Globo de oro al Mejor Director Nominado – Premios Globo de oro al Mejor Guion Nominado – London Film Festival Competición oficial Nominado – Toronto International Film Festival Platform Prize Nominado – Washington D.C. Area Film Critics Association Award por Mejor Director Nominado – Washington D.C. Area Film Critics Association por Mejor Guion | Basada en In Moonlight Black Boys Look Blue de Tarell Alvin McCraney | [ 23 ] |

## Premios y nominaciones
Premios Óscar
| Año  | Categoría            | Película                   | Resultado |
| ---- | -------------------- | -------------------------- | --------- |
| 2017 | Mejor director       | Moonlight                  | Nominado  |
| 2017 | Mejor guion adaptado | Moonlight                  | Ganador   |
| 2019 | Mejor guion adaptado | If Beale Street Could Talk | Nominado  |